# Mount Ferguson
Mount Ferguson ist ein unregelmäßig geformtes und 1190 m hohes Massiv in der antarktischen Ross Dependency. Er ragt in den Prince Olav Mountains im südlichen Teil der Mayer Crags auf der Westseite des Liv-Gletschers auf.
Teilnehmer der Byrd Antarctic Expedition (1928–1930) entdeckten und fotografierten ihn. Namensgeber des Berges ist Homer L. Ferguson (1873–1953), Geschäftsführer der Newport News Shipbuilding, die für Umbauten und Reparaturen der bei der Forschungsreise eingesetzten Schiffe tätig war.